# Karaoke File Midi
KAR son las siglas de la extensión para archivos MIDI con texto integrado.

## Generalidades
Los archivos KAR son formatos binarios de texto y secuencias MIDI usados para la reproducción de Karaoke. El formato fue diseñado en 1992 por la compañía Tune 1000. 
En la actualidad el formato KAR es extensamente utilizado para reproducir karaoke en el mercado libre. Existen en el mercado diferentes opciones de reproducción de estos formatos debido a que son una mezcla sincronizada de secuencias MIDI con texto. Un archivo KAR generalmente no sobrepasa los 100 Kb.

## Diferencias frente a los archivos MIDI
Un archivo MIDI consiste únicamente de una secuencia de información para poder reproducir la música. En cambio, un archivo KAR contiene en esa secuencia la pista musical más la secuencia de texto pertinente.
MIME type: audio/midi, audio/x-midi, audio/mid, x-music/x-midi

## Software de reproducción
A diferencia de los programas que reproducen archivos MIDI, los archivos KAR deben de ser reproducidos por un software particular, es decir, un reproductor KAR puede ejecutar archivos MIDI y KAR, pero un reproductor MIDI solo puede ejecutar archivos MIDI.
Existen diferentes alternativas para reproducir los archivos KAR:
- Windows:
  - VanBasco Karaoke player
- Mac OS:
  - Mireth Technology Music Man
- GNU/Linux:
  - KMid